# Cyriocosmus
Cyriocosmus es un género de arañas migalomorfas de la familia Theraphosidae. Se encuentran en América del Sur y en Trinidad y Tobago, donde viven en lugares cálidos y húmedos.

## Descripción
Estas arañas también conocidas como "tarántulas enanas" se distinguen por su variedad de colores, pero también por su tamaño muy pequeño en comparación con otras tarántulas, aunque esta última característica no es exclusiva de este género.
Tienen un tamaño promedio de 3 a 5 cm en la edad adulta. Por lo general están decoradas con colores metálicos de colores, lo que las convierten en especies muy populares en la comunidad de coleccionistas.
Por lo general, tienen un comportamiento muy nervioso, y tienden a huir y esconderse. En cambio no son nada agresivas y su veneno no tiene prácticamente ningún efecto sobre los seres humanos.
Se alimentan exclusivamente de insectos. A pesar de su pequeño tamaño, cuentan con una poderosa fuerza para hacer frente a las presas más grande que ellos. Viven en pequeñas madrigueras excavadas por ellas, la cual esconden bajo una alfombra de seda fina. Esto sirve para advertirles de un intruso o que una presa potencial de la tarántula camina cerca.

## Especies
Según The World Spider Catalog 11.0:
- Cyriocosmus bertae Pérez-Miles, 1998
- Cyriocosmus blenginii Pérez-Miles, 1998
- Cyriocosmus chicoi Pérez-Miles, 1998
- Cyriocosmus elegans (Simon, 1889)
- Cyriocosmus fasciatus (Mello-Leitão, 1930)
- Cyriocosmus fernandoi Fukushima, Bertani & da Silva, 2005
- Cyriocosmus leetzi Vol, 1999
- Cyriocosmus nogueiranetoi Fukushima, Bertani & da Silva, 2005
- Cyriocosmus perezmilesi Kaderka, 2007
- Cyriocosmus pribiki Pérez-Miles & Weinmann, 2009
- Cyriocosmus ritae Pérez-Miles, 1998
- Cyriocosmus rogerioi Pérez-Miles & Weinmann, 2009
- Cyriocosmus sellatus (Simon, 1889)
- Cyriocosmus versicolor (Simon, 1897)